# ActiveX
ActiveX är en teknik i Internet Explorer som möjliggör exekvering av programkod via webben. ActiveX designades som en konkurrent till Java. Säkerhetsmodellen är dock en helt annan: istället för att som Java begränsa programmet till en s.k. sandlåda, där det inte skall kunna påverka datorns funktion i övrigt, använder man underskrifter. Den som skriver ActiveX-komponenten anger huruvida komponenten skall betraktas som trygg eller otrygg. ActiveX är inte heller plattformsoberoende som Java, utan fungerar bara på Windows och Internet Explorer.
Det populäraste programmet som kan skapa ActiveX-kontroller är produktserien Visual Basic.